# 清水圭・和泉修
清水圭・和泉修（しみずけい・いずみしゅう）は、かつて吉本興業に所属していたお笑いコンビ。略称は圭・修。

## メンバー
清水圭
本名：清水 圭太（1961年6月24日 - ）
京都府京都市出身。
和泉修
本名：釘田 修吉（1962年6月14日 - ）
大阪府泉南郡出身。

## 略歴
1986年、同志社大学の先輩であった清水が後輩であった和泉を誘いコンビを結成し、「圭太・修吉」の名で同年7月23日に今宮戎で開催されている第7回今宮子供えびすマンザイ新人コンクールで福笑い大賞に輝き、その後コンビ名を「清水圭・和泉修」（以下、圭・修）に改名する。同年10月1日から1ヶ月間、なんば花月上席の「フレッシュコーナー」（ポテトフライ、ヤンキース、どんきほ〜てと共に出演）で劇場デビューする。
高学歴・長身・体育会系でルックスもよく、デビューから短期間でダウンタウンに匹敵する女性人気を得る。デビュー当時はとんねるずがブレイク真っ最中で、細田昌志は当時の圭・修を「“吉本版とんねるず”として売り出された」と評している。
1987年夏には早くもコンビで東京進出するが、この際はレギュラー番組の終了により程なくして撤退した。
1993年、清水が単独で東京へ再進出。コンビとしては活動休止・自然消滅状態になり、日本テレビ系列局で放送された「BREAK!」やMBSラジオの「圭修のワンダフルナイト」のレギュラー番組を最後にコンビでの活動はなくなった。
2001年には和泉が「M-1グランプリ」に参戦をするために高山トモヒロと共に「ケツカッチン」を結成し、これに伴い圭・修は正式にコンビ解散となった。
2016年に清水がトークライブを開催した際、「サプライズで圭・修でやらへんか」と相方だった和泉に電話で打診したが、ライブが急遽決定したこともあって「やりたいけど、どうしてもスケジュールが合わへん。圭ちゃんごめんな」と修の都合が合わなかったことを話すなど、その後も交流はあった。そのライブでは、放送作家となった後輩（元やるじゃねぇかーず・浦井）と圭・修時代の漫才を披露した。
両名とも、解散後も引き続き吉本興業に所属していたが、2022年に清水が芸能界から引退するため、2024年に和泉が政治活動・健康法の啓蒙に専念するため、それぞれ退社している。

## 出演

### レギュラー番組
- 4時ですよーだ（1987年4月 - 9月、毎日放送/関西ローカル）
- 笑いの剣（1994年4月 - 12月、朝日放送）
- 素敵!KEI-SHU5（1987年11月 - 1989年、関西テレビ/関西ローカル）
- 5時からテレビ（1989年4月 - 5月、関西テレビ/関西ローカル）
- しっぽまでアンコ!（1989年5月 - 6月、関西テレビ/関西ローカル）
- 圭修のうしみつ天国（1989年6月 - 1991年9月、中京テレビ/中京ローカル）
- BREAK!（日本テレビ、製作：よみうりテレビ、1996年10月 - 1997年9月）
- スキー正義の味方（1994年10月 - 1995年3月、テレビ東京）

### ラジオ番組
- フリーキャンパスKYOTO木曜日（1987年 - 1988年、KBS京都ラジオ）
- 圭修のGOOD SOUND WAVE（1988年 - 1989年、KBS京都ラジオ）
- 圭修のGOOD GOOD WAVE（1989年 - 1991年、KBS京都ラジオ）
- 圭修サンセットクラブ Cokeで乾杯!（1988年 - 1991年、MBSラジオ）
- 圭修のワンダフルナイト（MBSラジオ）
- 圭修のシャープビンカンアイドル（文化放送）
- 圭修のアイドル共和国（1989年4月 - 1991年、文化放送） - テレビ番組『アイドル共和国』のラジオ版。
- 圭修のオールナイトニッポン（1987年 - 1988年、ニッポン放送）
- J-1 KEI-SHU POP 11（1988年4月 - 1989年9月、fm osaka）

### CM
- ファミリーコンピュータ さんまの名探偵（1987年）
- サッポロビール よーし、もっと黒ラベル（西日本限定CM）（1995年）

## イベント
- 中京テレビイベント・冬はスキーでバッチグー!（主催：中京テレビ、1991年12月14日 - 12月15日）

## CD

### シングル
- ただもんDay-Night!（1988年1月5日発売） - オリコン49位
- カラーピープル（1988年4月21日発売） - オリコン57位
- ブルーベリーの季節（1989年1月21日発売） - オリコン62位

### アルバム
- COLOr PEOPLe（1988年6月21日発売）
- 二度としません。（1989年2月21日発売）

## 受賞歴
- 1986年 第7回今宮子供えびすマンザイ新人コンクール 福笑い大賞 - 圭太・修吉時代
- 1987年 第16回上方お笑い大賞 銀賞
- 1988年 第8回花王名人大賞 最優秀新人賞
- 1988年 第23回上方漫才大賞 新人賞